# August Carl Klein
August Carl Klein (* 21. August 1847 in St. Johann; † 13. April 1920 in Heidelberg) war ein deutscher Politiker und kommissarischer Bürgermeister von Saarbrücken.

## Leben
Klein wurde 1847 als Sohn des Försters Georg Klein in St. Johann geboren. Am Deutsch-Französischen Krieg 1870/1871 nahm er als Einjährig-Freiwilliger teil. Er war Brauereiinhaber, Aufsichtsratsvorsitzender der Bürgerbräu AG, Gutsbesitzer (Schlossgut Hochberg im Elsass) und verheiratet mit Elisabeth Brückmann.
Ab 1887 war er Stadtverordneter von St. Johann und Mitglied der Freisinnigen Volkspartei. Am 13. Juli 1899 wurde er zum unbesoldeten Beigeordneten gewählt. 1901 wird er als Rentier geführt. 1907 wurde er Vorsitzender der Ortsgruppe Saarbrücken der Fortschrittlichen Volkspartei. Im  Juni 1909 wurde er nach der Vereinigung der Städte St. Johann, Saarbrücken und Malstatt-Burbach zum ehrenamtlichen Beigeordneten der vereinigten Stadt Saarbrücken gewählt.
Am 12. März 1919 wurde er als „Kommissarischer Bürgermeister der Stadt Saarbrücken“ berufen, da seinem Vorgänger Emil Mangold seitens der französischen Militärverwaltung die Ausweisung angekündigt war. Am 18. März 1919 erhielt er seine Ernennungsurkunde durch die französische Militärverwaltung, am 23. März 1919 wurde die Ernennung durch die Regierung in Trier bestätigt. Am 29. März 1919 übernahm er die Amtsgeschäfte, doch schon am 9. April 1920 musste er aus gesundheitlichen Gründen zurücktreten. Klein starb wenige Tage später anlässlich eines Krankenhausaufenthalts in Heidelberg. Er hinterließ der Stadt ein 6050 m² großes Grundstück zur Errichtung von Bauplätzen für Kriegsversehrte.

## Ehrungen
- 1910: Roter Adlerorden 4. Klasse
- 1918: Ökonomierat
- 1918: Ehrenvorsitzender der Deutschen Demokratischen Partei
- Die im heutigen Stadtteil Saarbrücken-St. Johann gelegene August-Klein-Straße trägt seinen Namen